# ولادیمیر بسچاستنیخ
ولادیمیر بسچاستنیخ (روسی: Владимир Евгеньевич Бесчастных؛ زاده ۱ آوریل ۱۹۷۴) یک بازیکن فوتبال اهل روسیه است.
وی همچنین در تیم ملی فوتبال روسیه بازی کرده‌است.